# MRPL3
MRPL3‏ (Mitochondrial ribosomal protein L3) هوَ بروتين يُشَفر بواسطة جين MRPL3 في الإنسان.